# حمدان بن زايد آل نهيان
حمدان بن زايد آل نهيان (11 مارس 1963 -)، هو الابن الرابع من أبناء زايد بن سلطان آل نهيان. يشغل منصب ممثل الحاكم في المنطقة الغربية منذ عام 2009.

## النشأة
ولد الشيخ حمدان في مدينة العين عام 1963. وهو الابن الرابع لمؤسس دولة الإمارات العربية المتحدة الرئيس الراحل الشيخ زايد بن سلطان آل نهيان، الذي شغل أيضاً منصب حاكم أبوظبي. والدته هي الشيخة فاطمة بنت مبارك الكتبي وله خمسة إخوة أشقاء: محمد، هزاع، طحنون، منصور، وعبد الله. وهو الأخ الأصغر غير الشقيق لحاكم أبوظبي السابق ورئيس دولة الإمارات العربية المتحدة خليفة بن زايد آل نهيان.
حصل على درجة البكالوريوس في العلوم السياسية وإدارة الأعمال، وكلاهما من جامعة الإمارات العربية المتحدة.

## المناصب
عُين رئيساً لإتحاد الإمارات لكرة القدم بين عامي (1984-1993) وعين وكيلاً لوزارة الخارجية بين عامي (1995-1990)، وعين وزيراً للدولة للشؤون الخارجية بين عامي (1990-2005)، وبتاريخ 8 أكتوبر 2003 أصدر زايد بن سلطان آل نهيان مرسوماً اتحادياً بتعيينه نائباً لرئيس مجلس الوزراء ووزيراً للدولة للشؤون الخارجية، وبتاريخ 10 فبراير 2006 أصدر خليفة بن زايد آل نهيان مرسوماً اتحادياً بتعيينه نائباً لرئيس مجلس الوزراء، وظل في التشكيل الوزاري حتى 11 مايو 2009، وبتاريخ 14 يونيو 2009 أصدر خليفة بن زايد آل نهيان بصفته حاكماً لإمارة أبو ظبي مرسوماً أميرياً بتعيينه ممثلاً للحاكم في المنطقة الغربية، كما يشغل مناصب: رئيس هيئة الهلال الأحمر ورئيس مجلس إدارة هيئة البيئة - أبوظبي

## حياته الخاصة

### نسبه
حمدان بن زايد بن سلطان بن زايد بن خليفة بن شخبوط بن ذياب بن عيسى بن نهيان بن فلاح بن هلال بن فلاح بن محمد بن سلطان بن محمد بن هلال بن جبلة بن أحمد بن إياس بن عبد الأعلم بن برسم بن الأسعد بن حبيب بن عمرو بن كاهل بن أسلم بن تدول بن تيم اللات بن رفيدة بن ثور بن كلب بن وبرة بن تغلب بن حلوان بن عمرو بن الحافي بن قضاعة.
واختُلف في نسب قضاعة:
- فقيل: هو قضاعة بن مالك بن حمير بن سبأ بن يشجب بن يعرب بن قحطان [5]
- وقيل: قضاعة بن معد بن عدنان